# ERepublik
eRepublik è un browsergame di strategia online con componenti di social network sviluppato da eRepublik Labs; lanciato il 21 ottobre 2008, è accessibile gratuitamente da Internet con un qualsiasi browser. Nell'estate del 2009 il gioco ha raggiunto i 190.000 cittadini.
Il gioco è ambientato in un mondo parallelo (chiamato New World, Nuovo Mondo) dove i giocatori sviluppano abilità politiche, socio-economiche e militari nelle loro nazioni, basate su quelle esistenti nel mondo reale.
È stato ideato e sviluppato da Alexis Bonte e George Lemnaru. eRepublik è stato programmato in PHP, utilizzando il framework Symfony, e funziona su tutti i browser moderni. Attualmente lo staff è composto da 30 membri oltre i fondatori.

## Caratteristiche del gioco
eRepublik è una combinazione di social networking e strategia in un singolo MMOG, dove i giocatori (cittadini) possono partecipare con una gamma di attività diverse.
In campo economico il giocatore può decidere di lavorare per un'azienda, diventarne azionista o crearne una nuova, intraprendendo una carriera da imprenditore.
Sul fronte militare, dopo l'addestramento è possibile combattere al fianco dei compatrioti o proponendosi come mercenario in lotta con gli alleati.
Nell'area politica, infine, il giocatore avente diritto di voto può diventare membro di un partito politico o crearne uno nuovo, fino ad essere votato come membro del Parlamento o come Presidente della nazione; raggiunte queste importanti posizioni si può decidere le sorti del paese proponendo nuove leggi, modificando quelle già esistenti, e stabilendo di fatto la linea politica della nazione.
Gli elementi grafici sono ridotti all'osso ed è principalmente un gioco basato sul testo.